# Alexandre Samuel
Alexandre Ramos Samuel, noto anche come Tande (Resende, 20 marzo 1970), è un ex pallavolista ed ex giocatore di beach volley brasiliano.
Giocava nel ruolo di schiacciatore.

## Carriera

### Pallavolo
Inizia la carriera molto giovane nel Botafogo salvo poi abbandonare, due anni dopo, la squadra e la disciplina per seguire il padre all'estero.
Nel 1987 ritorna in Brasile e firma per l'AABB Brasilia. Dopo un ottimo campionato passa al Banespa nella stagione 1989-90 con cui vincerà tre campionati brasiliani, due campionati paulisti e quattro campionati sudamericani per club.
Nella stagione 1992-93 fa la sua prima esperienza all'estero, in Italia, venendo ingaggiato dalla Gonzaga Milano con cui vincerà una Coppa delle coppe e un campionato mondiale per club.
Nella seconda metà del 1994 viene richiamato in patria dalla federazione brasiliana, come tutti i suoi compagni di nazionale, venendo tesserato dal Flamengo, con cui vincerà due campionati carioca.
Nella stagione 1996-97 passa all'Olympikus con cui disputerà la sua ultima stagione da professionista, ritirandosi a soli 27 anni, per dedicarsi al Beach volley.
Con la nazionale brasiliana fa parte della "Geração de Ouro", vincendo la medaglia d'oro alle Olimpiadi di Barcellona, quattro campionati sudamericani e una World League.
Tre anni dopo il suo ritiro ritorna al volley giocato per partecipare alle Olimpiadi del 2000.

### Beach Volley
Ha debuttato nel circuito professionistico internazionale, come Tande Ramos, in coppia con Giovane Gávio, suo ex compagno di nazionale, piazzandosi in 13ª posizione. Otterrà la sua prima vittoria nel circuito nel 2001, in coppia con Emanuel Rego, con cui vincerà, nello stesso anno, la classifica generale.
Dopo Emanuel Rego ha trionfato in un torneo del circuito internazionale solo un'altra volta, cambiando nel frattempo cinque partner differenti.
Si ritira definitivamente nel 2006.

## Palmarès

### Pallavolo

#### Club
- Campionato brasiliano: 3

1989-90, 1990-91, 1991-92
- Campionato Paulista: 2

1990, 1991
- Campionato Carioca: 2

1994, 1995
- Coppa delle Coppe: 1

1992-93
- Campionato mondiale per club: 1

1992
- Campionato sudamericano per club: 4

1989, 1990, 1991, 1992

#### Nazionale (competizioni minori)
- Giochi panamericani 1991
- World Top Four 1992
- Coppa America 2000

#### Premi individuali
- 1995 - Superliga: Miglior servizio
- 1995 - Superliga: Miglior ricevitore
- 1996 - Superliga: Miglior ricevitore

### Beach Volley

#### World tour
- Vincitore della classifica generale nel 2001
- 21 podi: 7 primi posti, 4 secondi posti e 10 terzi posti

##### World tour - vittorie
| Data              | Località               | Nazione   | in coppia con |
| ----------------- | ---------------------- | --------- | ------------- |
| 17 giugno 2001    | Santa Cruz de Tenerife | Spagna    | Emanuel Rego  |
| 8 luglio 2001     | Stavanger              | Norvegia  | Emanuel Rego  |
| 12 agosto 2001    | Ostenda                | Belgio    | Emanuel Rego  |
| 16 settembre 2001 | Palma di Maiorca       | Spagna    | Emanuel Rego  |
| 2 dicembre 2001   | Vitória                | Brasile   | Emanuel Rego  |
| 7 luglio 2002     | Stavanger              | Norvegia  | Emanuel Rego  |
| 28 marzo 2004     | Città del Capo         | Sudafrica | Franco Neto   |